# Spiegeltherapie

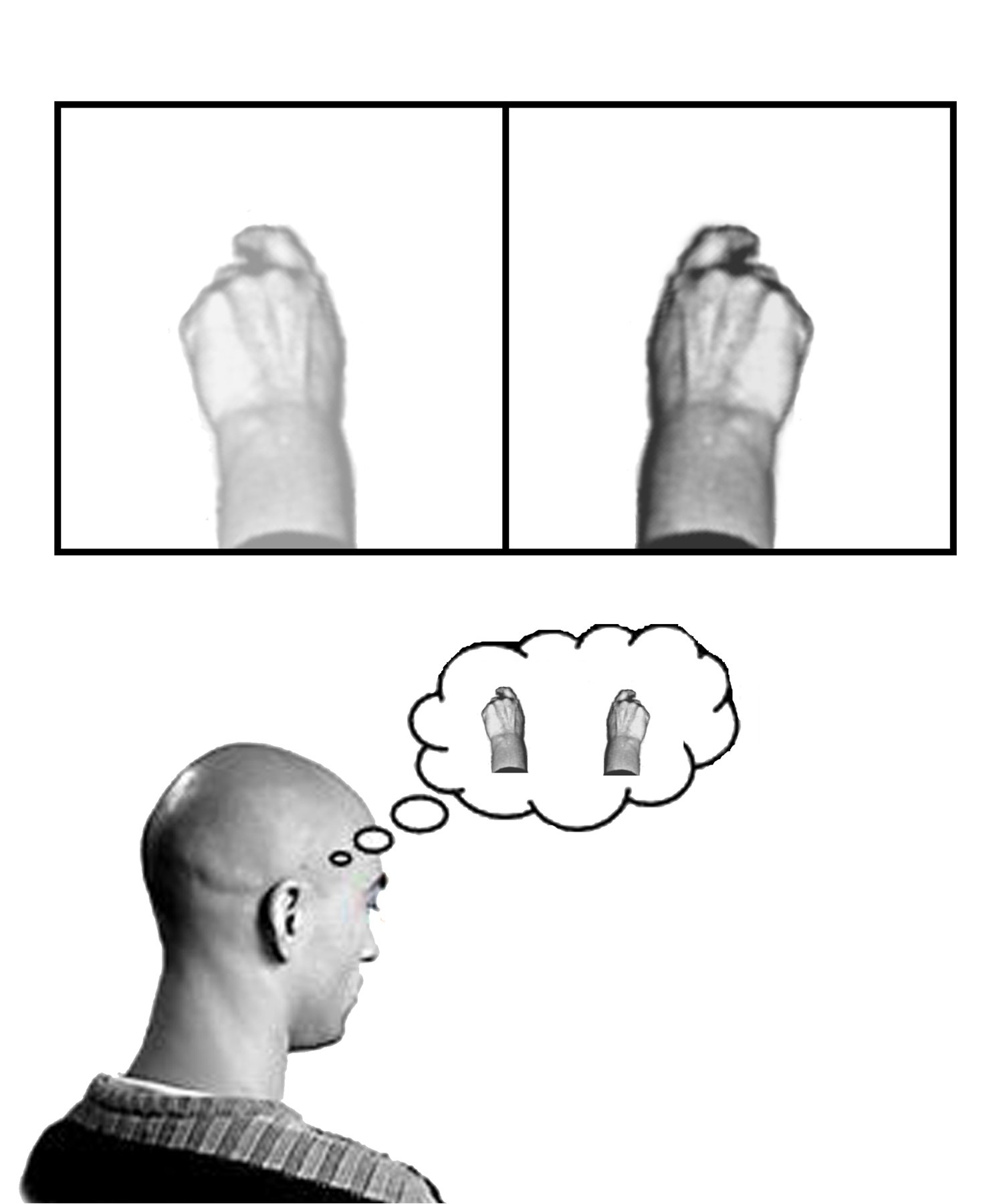
Bildliche Erklärung der Spiegeltherapie, bei der die amputierte Hand des Patienten durch die gesunde gespiegelt wird (das Spiegelbild ist etwas heller dargestellt), sodass der Patient das Gefühl hat, er hätte wieder zwei Hände

Die Spiegeltherapie ist eine 1996 von Vilayanur S. Ramachandran erfundene, zu den Imaginationstherapien zählende Behandlungsform gegen Phantomschmerzen nach einer Amputation, bei der mit Hilfe von Spiegeln die gesunde Gliedmaße des Patienten gespiegelt wird und somit die amputierte Gliedmaße für ihn scheinbar wieder vorhanden ist. Dieses Phantomglied kann nun über das gesunde gezielt bewegt und beeinflusst werden. Beispielsweise kann der Phantomkörperteil aus einer (imaginären) schmerzhaften Position in eine angenehmere Position bewegt und somit der Phantomschmerz gelindert werden.

## Physiologie
Die Spiegeltherapie wird nicht nur bei Phantomschmerzen, also bei einseitig fehlenden Körperteilen, sondern auch zum Beispiel bei einseitiger Lähmung von Extremitäten angewendet; bei dieser sogenannten Halbseitenlähmung (Einseitenlähmung, Hemiparese) fehlt also keine Extremität.
Beim Säugling findet man regelmäßig eine Spiegelsynkinesie; das sind spiegelbildlich synchron ausgeübte Extremitätenbewegungen. Bei Erwachsenen kommt eine solche Synkinesie nur noch gelegentlich vor allem in den Armen vor. Dieses Phänomen wird therapeutisch zum Beispiel bei einer spastischen Parese angewendet. Dabei wird die gesunde Extremität gegen einen starken Widerstand bewegt, um in der gelähmten Extremität einen synkinetischen Effekt zu erzielen.

## Konsensuelle Reaktion
Allgemein bezeichnet man eine reflektorisch ausgelöste Reaktion auf der Körpergegenseite als konsensuelle Reaktion. So ist zum Beispiel der Erwärmungsversuch bei der Diagnostik peripherer Durchblutungsstörungen ein solcher Regelvorgang. Hier kommt es in einem Arm zu einer lokalisierten Vasokonstriktion oder Vasodilatation als Folge eines Kaltreizes beziehungsweise eines Warmreizes am anderen Arm. Konsensuelle Reaktionen können therapeutische Anwendungen finden. Es müssen hier jedoch entsprechende Kontraindikationen beachtet werden; wenn beispielsweise ein Arm nicht erwärmt werden darf, dann darf auch der andere Arm nicht erwärmt werden.
Der Medizin-Duden beschreibt die konsensuelle Reaktion im Besonderen als konsensuelle Lichtreaktion, also als „reflektorische Reaktion der Pupille des abgeschirmten Auges bei Belichtung des anderen Auges.“

## Beschreibung
Der Patient setzt sich so vor einen Spiegel, dass die kranke oder amputierte Hand oder der kranke Fuß von ihm verdeckt ist und im Spiegelbild die gesunde Hand oder Fuß sichtbar ist. Anschließend setzt man den gesunden Körperteil Berührungsreizen aus. Das Gehirn interpretiert nach einiger Zeit diese Reize so, als ob sie vom kranken beziehungsweise amputierten Körperteil kämen. Das Ziel der Therapie ist eine Verringerung der medikamentösen Phantomschmerzbehandlung.

Zeichnung eines Spiegelkastens für die Spiegeltherapie

In der ursprünglichen Form besteht die Spiegelanordnung aus einem oben offenen Kasten mit zwei Löchern, durch die der Patient seinen gesunden Arm und den amputierten Stumpf des anderen Arms stecken kann. Dieser Kasten ist mittig zwischen den Löchern durch eine senkrechte nach links und rechts spiegelnde Trennwand halbiert. Betrachtet der Patient den Kasten etwas seitlich, sieht er seine gelähmte Phantomhand im Spiegel und hat das Gefühl, diese (über seine gesunde Hand) nun bewegen zu können und somit beispielsweise aus einer (imaginären) schmerzhaften Position in eine angenehmere Position zu bewegen.

## Therapieentstehung
Ausgehend von der Beobachtung, dass Phantomgliedpatienten eher über lähmende und schmerzhafte Phantome klagen, wenn der Körperteil vor seiner Amputation tatsächlich gelähmt war (beispielsweise durch eine Verletzung des Plexus brachialis), schlugen Vilayanur S. Ramachandran und Rogers-Ramachandran die "Erlernte-Paralyse-Hypothese" als Erklärung für Phantomschmerzen vor. Nach ihrer Hypothese erfuhr der Patient bei jedem Versuch, das Phantomglied zu bewegen, den Sinneseindruck, dass dieses sich nicht bewegt hatte. Dieser Sinneseindruck prägte sich über hebbsches Lernen ins Gehirn ein, sodass das Gehirn, obwohl das Glied nicht mehr vorhanden war, lernte, dass das Phantomkörperteil gelähmt ist.
Ein Phantomkörperteil wird oft als schmerzhaft empfunden, weil er sich in einer unbequemen oder unnatürlichen Position anfühlt, aus der der Patient ihn nicht wegbewegen kann. Um das Gehirn neu zu trainieren und somit die erlernte Paralyse zu beseitigen, erfanden Ramachandran und Rogers-Ramachandran ausgehend von ihrer Hypothese die Spiegeltherapie mithilfe des Spiegelkastens.

## Erklärungsansätze
Es wird vermutet, dass Spiegelneuronen bei der Wirksamkeit der Spiegeltherapie eine entscheidende Rolle spielen. Das sind Nervenzellen, die im Gehirn beim bloßen Anschauen eines Vorgangs ein identisches Aktivitätsmuster zeigen wie bei der tatsächlichen Ausführung. Diese Spiegelneuronen könnten die Ursache einer funktionellen Plastizität darstellen, bei der die gelähmte Hand von der nicht betroffenen Hirnhälfte gleichsam mit übernommen werden kann. Experimentelle Hinweise darauf wurden von einer Arbeitsgruppe um Farsin Hamzei und Cornelius Weiller am Universitätsklinikum Freiburg gefunden. Jedoch können nicht alle Patienten in gleichem Maß von der Spiegeltherapie profitieren. Sind bestimmte Faserbündel betroffen, die parietale und temporale Areale mit Bereichen des Frontalhirns verbinden, so lassen sich, dies das Ergebnis einer weiteren Studie von Hamzei, mit der Spiegeltherapie keine Erfolge erzielen.

## Brustkrebs
Nach einer medizinischen Studie bessert die Spiegeltherapie auch Schmerzen und Funktion nach einer einseitigen Brustkrebsoperation (Brustamputation, Mastektomie). Die Spiegeltherapie ist demnach bei schmerzhaften Funktionsstörungen des ipsilateralen Arms gut durchführbar und wirksam. Nach dieser Metaanalyse könnte die Spiegeltherapie als ergänzende Intervention zur postoperativen Rehabilitation bei einer Periarthropathia humeroscapularis (Schultersteife) in Betracht gezogen werden, um die Versorgungsqualität zu verbessern.

## Weitere Anwendungsgebiete
Außer bei Amputationen wird diese Methode auch bei Allodynie, Schlaganfall, Lähmungen und Wahrnehmungsstörungen angewandt.

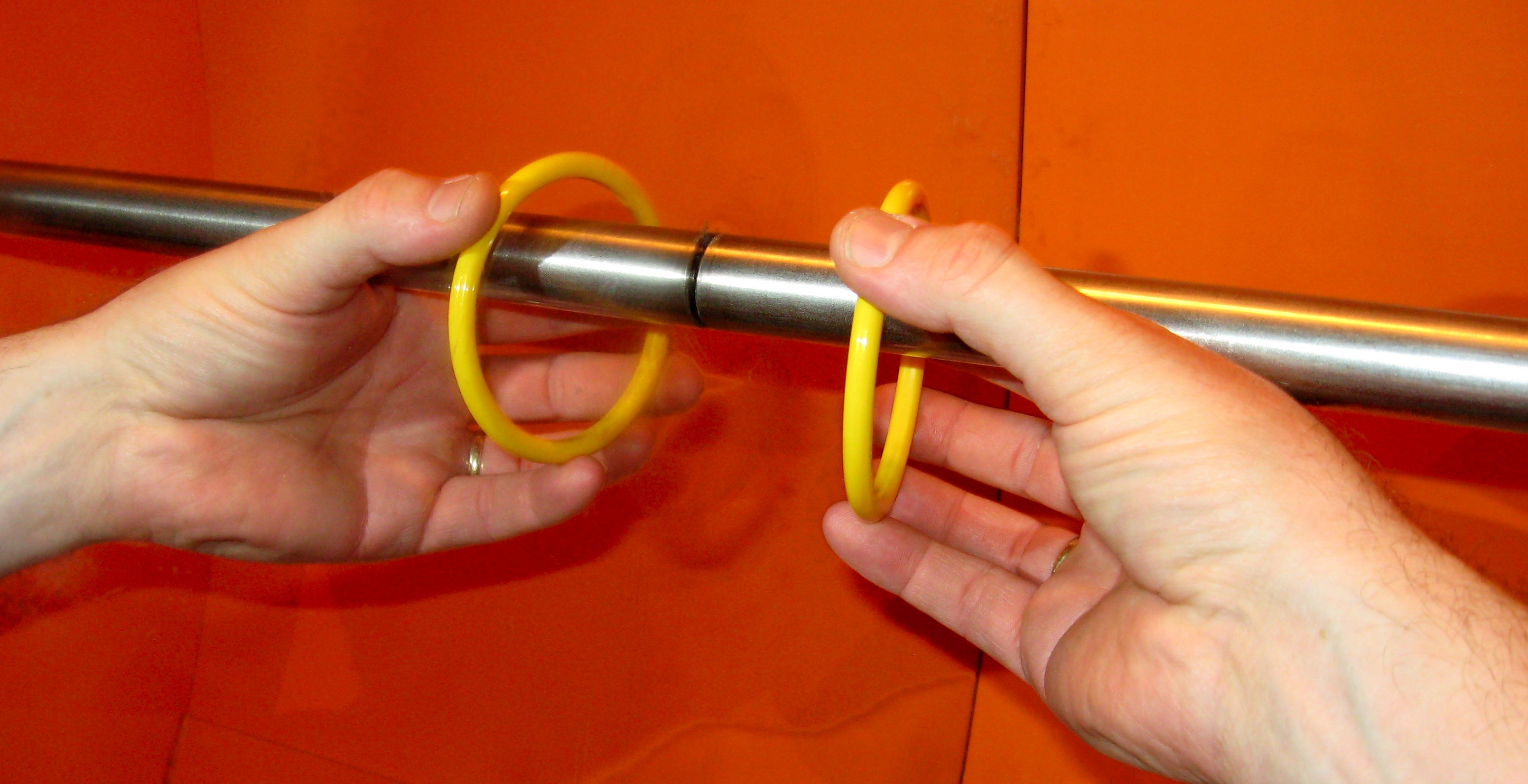
Besucherexperiment in der Ausstellung "Dein Gehirn" in der Völklinger Hütte. Im Experiment kann der Besucher mit vollständigen Gliedmaßen den Effekt in einem Experiment erfahren. Eine durch den Spiegel geführte Eisenstange hält rechts und links des Spiegels jeweils einen Ring. Durch die Stange wird eine sinnvolle Ausgangsposition gewährleistet. Der Betrachter packt beide Ringe, sieht wegen des seitlichen Blickwinkels tatsächlich nur eine Hand, die andere wird vom Spiegel verdeckt. Wird nur die verdeckte Hand bewegt, entsteht der irritierende Eindruck, dass sie dem Willen nicht gehorcht.